# Ion Jiga
Ion Jiga (n. 4 iunie 1916, Vârșeț, Voivodina – d. 29 decembrie 1991, București) a fost un sculptor român.
Numele său mai apare scris și sub forma Zsiga.
În adolescență a frecventat atelierele de ipsosari Sipoș și Galasz din Timișoara. Din 1928 a urmat Academia de Arte Frumoase din București, pe care a absolvit-o în 1933, la clasa profesorului Oscar Han. În perioada 1936–1939 a urmat cursuri de specializare la Academia de Arte din Praga.
Din 1933 a participat la Saloanele Oficiale iar după război la anuale de stat. În 1958 a deschis o expoziție personală și în 1971 a expus la București alături de Vasile Dobrian și Alexandru Țipoia.

## Sculpturi
- Bustul lui Alexandru Vlahuță, amplasat în Rotonda scriitorilor din Parcul Cișmigiu din București, inaugurat în 1943.
- Bustul lui George Enescu din parcul Ioanid (București, 1956) actualmente dispărut.
- Monumentul Independenței din Vaslui. Situat în Piața Palatului de Justiție din Vaslui, este un basorelief în bronz cu momente ale luptei pentru independență, ridicat în 1977, la 100 de ani de la Războiul de Independență.[5]